# Bukowski Groń
Bukowski Groń (730 m) – szczyt w Beskidzie Małym. Znajduje się w paśmie Bukowca, które na Błasiakówce odgałęzia się od głównego grzbietu Beskidu Małego i biegnie w zachodnim kierunku, do Jeziora Czanieckiego. Południowe stoki Bukowskiego Gronia opadają do doliny Wielkiej Puszczy, północne na Pogórze Śląskie.

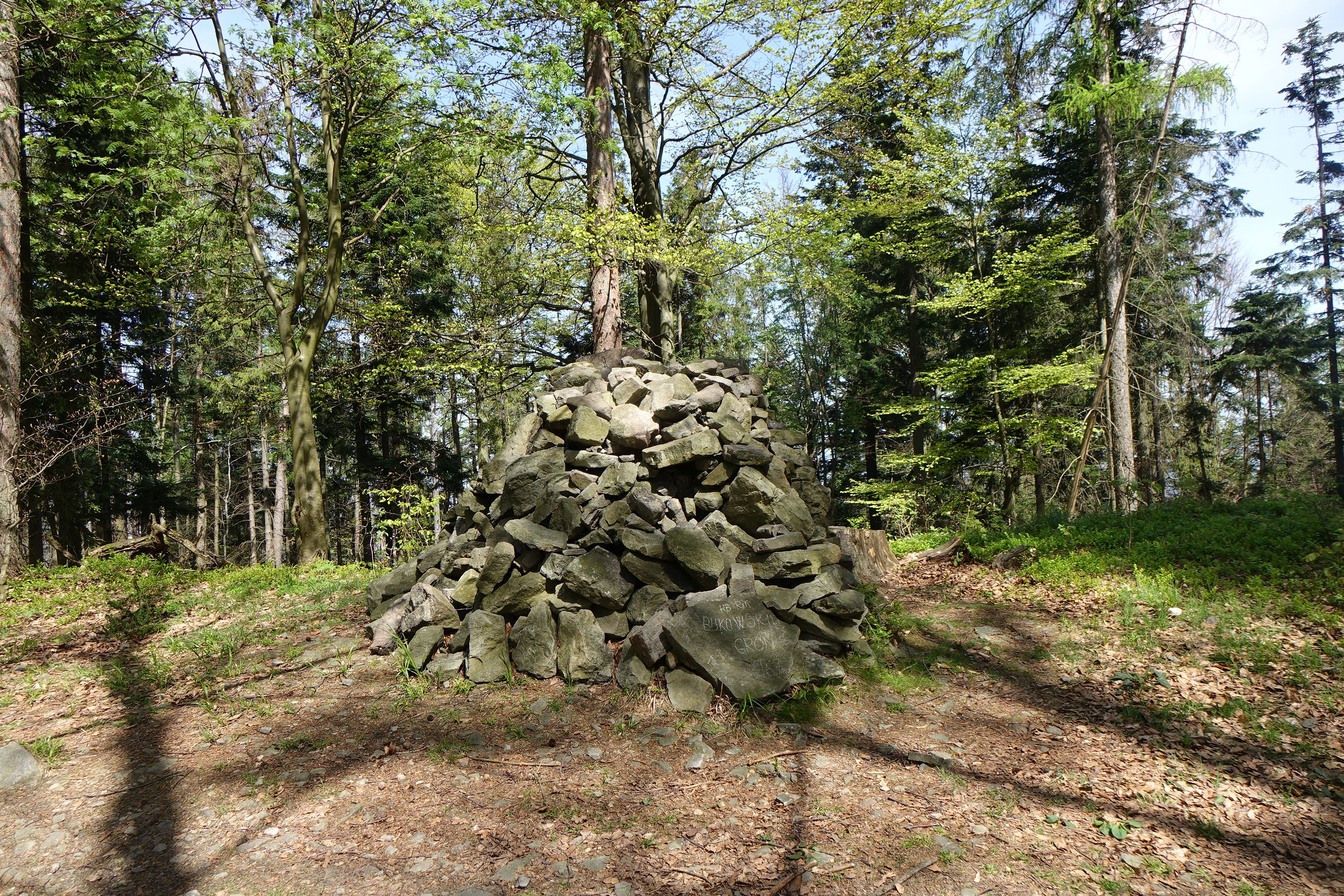
Kamienny kopiec na szczycie Bukowskiego Gronia

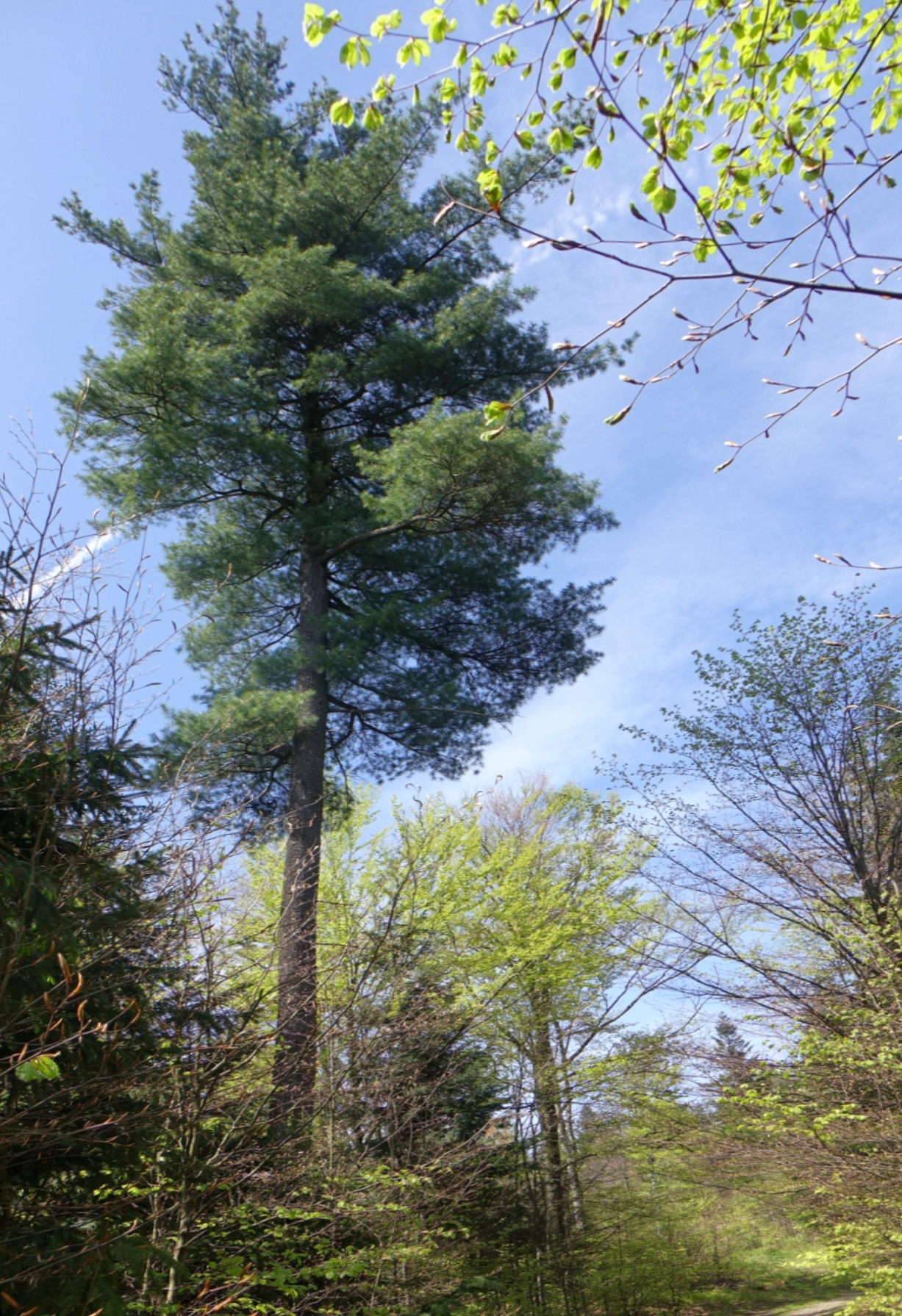
Limba

Nazwa szczytu jest bardzo stara. Jako Bukowiec wymienia go już Jan Długosz w Historia polonica i Andrzej Komoniecki (1658 – 1729) w dziele Chronografia albo Dziejopis Żywiecki. Przez miejscową ludność szczyt ten zawsze nazywany był Bukowskim Groniem. Na austriackiej mapie K. Kummersberga z 1855 r. jest opisany z błędem literowym jako Bukowskin Gron. Na mapie austriackiej z lat 80. XIX wieku nastąpił błąd – na szczyt Bukowskiego Gronia przeniesiono nazwę sąsiedniego wzniesienia Palenica. Ta nazwa związana jest z podobno palonymi dawniej na jej szczycie ogniskami. Błąd ten powieliły późniejsze mapy polskie, z tego też powodu jako Palenica szczyt ten występuje na mapie Geoportalu. Kazimierz Sosnowski znał jednak jego prawidłową nazwę i w swoim przewodniku opisywał go jako Bukowski Groń. Pod taką też nazwą występuje na mapach Compassu i Geoportalu.
Na szczycie Bukowskiego Gronia stoi krzyż, postawiony tutaj w jubileuszowym 2000 roku. Jest na nim napis: „Odródźcie się pod względem narodowym i religijnym, a da wam Bóg przyszłość szczęśliwą”. Południowymi stokami Bukowskiego Gronia prowadzi szlak turystyczny. Pośród jodeł i buków występują tutaj gdzieniegdzie piaskowcowe głazy. Szlak trawersuje południowe stoki Bukowskiego Gronia. Można jednak podejść na jego szczyt, grzbietem prowadzi bowiem nieznakowana kamienista ścieżka. Na szczycie dawniej znajdowała się drewniana wieża triangulacyjna. Ostały się jeszcze resztki jej fundamentów.
Grzbiet Bukowskiego Gronia za czasów habsburskich leśniczych obsadzony został limbami: ...formalny las tworzą limby koło Porąbki na Bukowskim Groniu – pisał Kazimierz Sosnowski w 1924 r. Długi grzbiet tej niewysokiej, ale stromej i dzikiej góry, zasłany jest skalnym gruzem i tworzy w młodym lesie aleję, z obu stron obsadzoną limbą, mającą ponad 20 lat wieku, z okazami do 10 m wysokiemi, modrzewiem i wejmutką przerastałemi. Ten zwarty las limbowy ciągnie się przeszło 1 km. po tem rumowisku skalnem na długość, a szerokości ma 12 m. Obecnie ścieżka ta nie ma już charakteru alei, ale nadal wśród mieszanego lasu rosną tu jeszcze pojedyncze limby. By je znaleźć należy zejść ze znakowanego szlaku i wędrować kamienistą ścieżka grzbietem Bukowskiego Gronia. Natomiast przy znakowanym szlaku na południowych jego stokach znajdują się inne nasadzenia habsburskich leśniczych – sosny wejmutki. Jest to obcy dla Polskiej flory gatunek sosny, sprowadzony z Ameryki Północnej.
Grzbietem Bukowskiego Gronia biegnie granica między należącym do Porąbki przysiółkiem Kozubnik (stok południowy) i wsią Czaniec (stok północny), obydwie w województwie śląskim, w powiecie bielskim.
Piesze szlaki turystyczne
 Porąbka – Bukowski Groń – Trzonka – Przełęcz Bukowska – Porębski Groń – Mała Bukowa – Przełęcz Targanicka – Kaprówka – Przełęcz Cygańska – Góra Cygańska – Przełęcz Kocierska. Czas przejścia: 4:10 h, ↓ 3:40 h